# Leó Weiner
Pour les articles homonymes, voir Weiner.
Dans le nom hongrois Weiner Leó, le nom de famille précède le prénom, mais cet article utilise l’ordre habituel en français Leó Weiner, où le prénom précède le nom.
Leó Weiner est un compositeur et professeur hongrois, né le 16 avril 1885 à Budapest et mort dans cette même ville le 13 septembre 1960.

## Biographie
Weiner reçoit ses premières leçons musicales au piano grâce à son frère, puis est admis à l'Académie de musique Franz-Liszt de Budapest, où il a comme professeur Hans von Koessler. Il y remporte de nombreux prix avec la composition d'une seule œuvre, sa Sérénade op. 3.
En 1908, Weiner est nommé professeur de théorie musicale au Conservatoire de Budapest, en 1912, professeur de composition,  en 1920, professeur de musique de chambre. Parmi ses élèves les plus éminents, on peut citer Georg Solti, Antal Doráti, Ferenc Fricsay, Tibor Varga et György Kurtág.
Il a élevé le niveau de l'interprétation de la musique d'ensemble, notamment avec la création, en 1928, d'un orchestre avec les élèves avancés du Conservatoire.
En tant que compositeur, Weiner a été profondément marqué par Beethoven et Mendelssohn. Son sens du coloris orchestral ressemble à celui de compositeurs français comme Bizet, peu sensibles à l'influence de Wagner. Son style romantique, assez conservateur en comparaison de ses contemporains, a privilégié le système tonal et a été marqué par la musique traditionnelle hongroise. Mais contrairement à Bartók et Kodály, il n'a pas recherché à recueillir et publier des chants populaires hongrois.

## Œuvres principales
- Un poème symphonique
- Cinq divertimento pour orchestre
- Trois quatuors à cordes
- Deux sonates pour violon
- Musique de chambre et nombreuses pièces pour piano
- Concertino pour piano et orchestre
- Sérénade pour petit orchestre op. 3
- Danses populaires hongroises op. 18